# 五月雪的約定
五月雪的約定，是一款以客家文化為主軸，以臺灣歷史為背景的一款免費大型多人線上角色扮演網頁遊戲，2008年6月起上線。
遊戲中融入了大量的客家文化元素，包含客家食品、客家風俗、臺灣南部客家庄地景重現，旨在教育玩家產生客家認同以及對家鄉的歷史有深刻的認識。

## 遊戲故事背景
遊戲以18世紀的南臺灣為故事背景，南臺灣客家庄所組成的六堆軍在數百年來守護著家鄉。1787年天地會起事抗清，南部的莊大田立即響應，攻陷鳳山縣城，並威脅六堆客家庄，戰事一觸即發。
遊戲一開始，玩家角色身處右堆瀰濃庄，戰亂正蔓延過來。玩家完成瀰濃庄內的任務之後，依指示前往其他客家庄，解決各庄的困難，其後加入六堆義民軍投身篤嘉莊之戰，直搗天地會的據點——篤嘉莊。

## 遊戲內容

### 場景
遊戲場景為18世紀的南臺灣，範圍包含今日的屏東縣、高雄縣，描繪出清乾隆年間南臺灣客家莊地景，客庄之內具有歷史意義的地標通常是遊戲場景內的重要地點。

### 地水火風屬性
特質分為地、水、火、風四種面向，隨玩家意願分配。在使用技能時，特質會影響技能施放的效果，也會影響角色被施放技能的效果。
玩家角色為了提升能力，必須到村外狩獵、制服強盜或與天地會的部隊對戰，獲勝可獲得物品和經驗值，累積經驗值後可提升等級。伴隨著較高的等級的是較多的點數，玩家將點數依喜好分配給基本能力值：力量、速度、強度、體力、IQ、EQ，基本能力值的改變將會影響角色的延伸能力值：攻擊、防禦、敏捷、魔攻、魔防，這將直接影響遊戲角色在回合制戰鬥中的表現。

### 生命值與魔力值
玩家角色在戰鬥中遭受攻擊，可能會減損生命值，當生命值歸零時會倒地重傷，若無隊友施以起死回生術，或者無隊友使用精靈密藥,戰鬥結束後將被路過的村民送回最近一次離開的城鎮內。(放索社老人那裡也是一個點喔)而在戰鬥中生命值的減損量，與敵對角色的攻擊力和自方的防禦力有關。
魔力值則是施放技能的能力，每次施放技能都會耗用魔力值，魔力值持續減少直到不足以運用任何技能為止。
玩家角色停留在安全區域時，生命值及魔力值會以半分鐘增加一點的速度回復。到客棧借宿則可直接回滿生命值和魔力值。對分佈於瀰濃或內埔庄等的伯公壇虔誠的祈福，則可回復一定的生命值（對十等以下而言）。在劇場則會加倍回復生命值及魔力值(點鑼也會在影片撥畢後增加一定的生命及魔力和經驗值)。
對打模式
在內埔南一點的地方
有個萬巒
那裡可以進行對打
HP會增加10倍

### 角色職業
遊戲設計有五種職業，兵仔、拳師是物理系攻擊職業，道士為法術系攻擊職業，藥師為法術系輔助職業。未就職的角色可維持無職，但遊戲內的諸多與職業相關的遊戲內容無法參與。
- 兵仔

使用拳法而以攻擊型為主的職業，攻擊招式稍遜於拳師。可裝備多數之武器防具，後期可穿戴提升魔法防禦的奇門遁與奇門甲，是義民軍軍隊的攻擊主力。
- 俠客

同時具備法系以及物系學習能力的職業，可學習攻擊型法術和拳法，可選用的戰鬥攻擊招式最多，可裝備半數的武器防具。
- 道士

擅長攻擊型的法術，不論是攻擊力、攻擊範圍與攻擊變化都能在最少的限制提升能力的職業，僅可裝備少數的武器防具，是遊戲中頗受歡迎的熱門職業。
- 藥師

具有回復型的法術和狀態型的技能，給予隊伍中的夥伴在激烈的戰鬥中輔助攻擊和回復生命值。藥師繼承了法系職業共通的特質，可學習道士擅長的攻擊型法術，但與之相比，攻擊的範圍和威力都不及道士。但對於法術的防禦能力相當高，可佩帶大幅提升生命值的高階裝備，進入較困難的地圖時成為遊戲隊伍中不可或缺的重要角色。
- 拳師

以強健的體魄施展拳法，尤其在遊戲進行的初期就可學習最具威力的大力金剛掌，是攻擊型的職業。拳師的定位與兵仔相似，但相較於兵仔，拳師能夠更快的學習攻擊型的拳法，而兵仔能夠以裝備提升魔法的防禦。

### 角色年齡
剛開始玩家們年齡都是細人仔,之後會有後生人等年齡.最老是五月雪阿飄,其次為五月雪傳奇

### 頭銜系統
2010年最新推出的系統,目前有五王:人氣王.答題王.點歌王.團戰王.PK王

### 音樂
《五月雪的約定》的音樂取得授權，以客籍音樂家劉劭希、謝宇威譜寫的音樂作品作為遊戲的背景音樂，將十多首曲目分別安排在對應的遊戲場景中。遊戲場景重新構建了美濃永安老街的花樹下伯公壇，搭配了謝宇威柔美的《花樹下》。

### 每日活動
每日活動-蘇魁爺爺的憂鬱 天天被欺負的蘇魁終於受不了龐大的壓力，決定罷工抗議 在崗位上立一尊分身後就潛逃到阿里港迷宮去了， 為了將來可以繼續看到慈祥的蘇魁爺爺，需要大家把他找回來!!
活動期間每晚8點整以及下午3點整於阿里港迷宮舉辦。欲參加的玩家請於活動時間找劇場老闆或者阿里港郊外的神秘老人報名參加。
遊戲規則：遊戲時間15分鐘，迷宮共分三個區塊，各區塊為4*4、5*5和6*6大小，玩家必須在15分鐘內找到躲在第三區塊裡面的蘇魁，先找到者勝。不過蘇魁並不會傻傻等玩家抓呦，迷宮內還會有其他的分身蘇魁，要是抓錯了話，可是會損失寶貴時間的。 抓錯的話蘇魁會出考題考玩家，答對放行，答錯就會進入戰鬥和小豬分身打架，只有單體技才算有效傷害喔。遊戲結果記名前五名發放獎品，時間內五個玩家完成任務或時間到便結束遊戲，各伺服器合併計算。
獲獎獎品為
第一名 不明物品 LV1 *1 (有1%機率會掉不明物品LV5)
，第二名 新春竹筒飯 *1
，第三名 擂茶 *1
，第四名 紅槽肉 *1
第五名 鹿皮LV1 *1。

## 特色
- 遊戲中每個玩家允許擁有一個以上的角色，並允許同時多重開啟遊戲操縱一個以上的角色。
- 玩家角色停留在安全區時，生命值及魔力值會以半分鐘增加一點的速度回復。
- 以 Flash 開發的網頁遊戲，免安裝用戶端程式，支援 Flash 的瀏覽器環境都可執行遊戲。
- 遊戲的內容，任務規劃、遊戲制度、遊戲管理等等，以類似BBS經營的方式，皆由玩家共同來完成。
- 推廣客語流行音樂、培養客語流行樂迷社群，將客語流行曲融為遊戲音樂元素。

## 遊戲相關作品
製作團隊於2007年製作由行政院客委會發行的客語學習遊戲六堆鑼鼓聲。此遊戲採用製作團隊於2001年研發之線上遊戲平台，搭配客語遊戲內容，推出時引起廣泛注意。隔年製作團隊以同一遊戲平台，自行製作非營利的新遊戲五月雪的約定，故事背景一樣為清代林爽文事件的六堆客家莊，但遊戲開始的地點、時間、任務內容以及場景均不相同。並陸續加強了許多遊戲平台功能。兩者在遊戲訴求方面亦有明顯差距，六堆鑼鼓聲主打客語教學，五月雪的約定則以推廣歷史文化與客家音樂為主。

## 遊戲營運概況
2008年6月起展開公測，至今（2009年1月底）已累積44萬人次。
2008年出現的新功能有:隊伍頻道(7/23).人物頭頂頭像即時顯示(8/8).角色互動限制(8/13)
2008年7月29日出現的大地圖模式,是目前(2010/6)各庄連結最常使用的
2009年出現的新功能有:自訂名單(2/16).移動中途轉向(2/16).技能排序(3/19)
2008年12月最高同時線上人數開始突破千人。
2010年12月24日開放每日活動-蘇魁爺爺的憂鬱。
2016年結束營運。

## 外部連結

### 官方網站
- 遊戲網站 （页面存档备份，存于）
- 官方更新公告 （页面存档备份，存于）
- 遊戲開發說明 （页面存档备份，存于）

### 社群網頁
- 批踢踢實業坊小遊戲版精華區當中的五月雪的約定信件存檔 （页面存档备份，存于）
- 批踢踢實業坊熱門遊戲版精華區當中的五月雪的約定信件存檔 （页面存档备份，存于）
- 遊戲基地 五月雪的約定 家族討論板 （页面存档备份，存于）